# Retable de Stauffenberg
 (décembre 2021).
Si vous disposez d'ouvrages ou d'articles de référence ou si vous connaissez des sites web de qualité traitant du thème abordé ici, merci de compléter l'article en donnant les références utiles à sa vérifiabilité et en les liant à la section « Notes et références ».

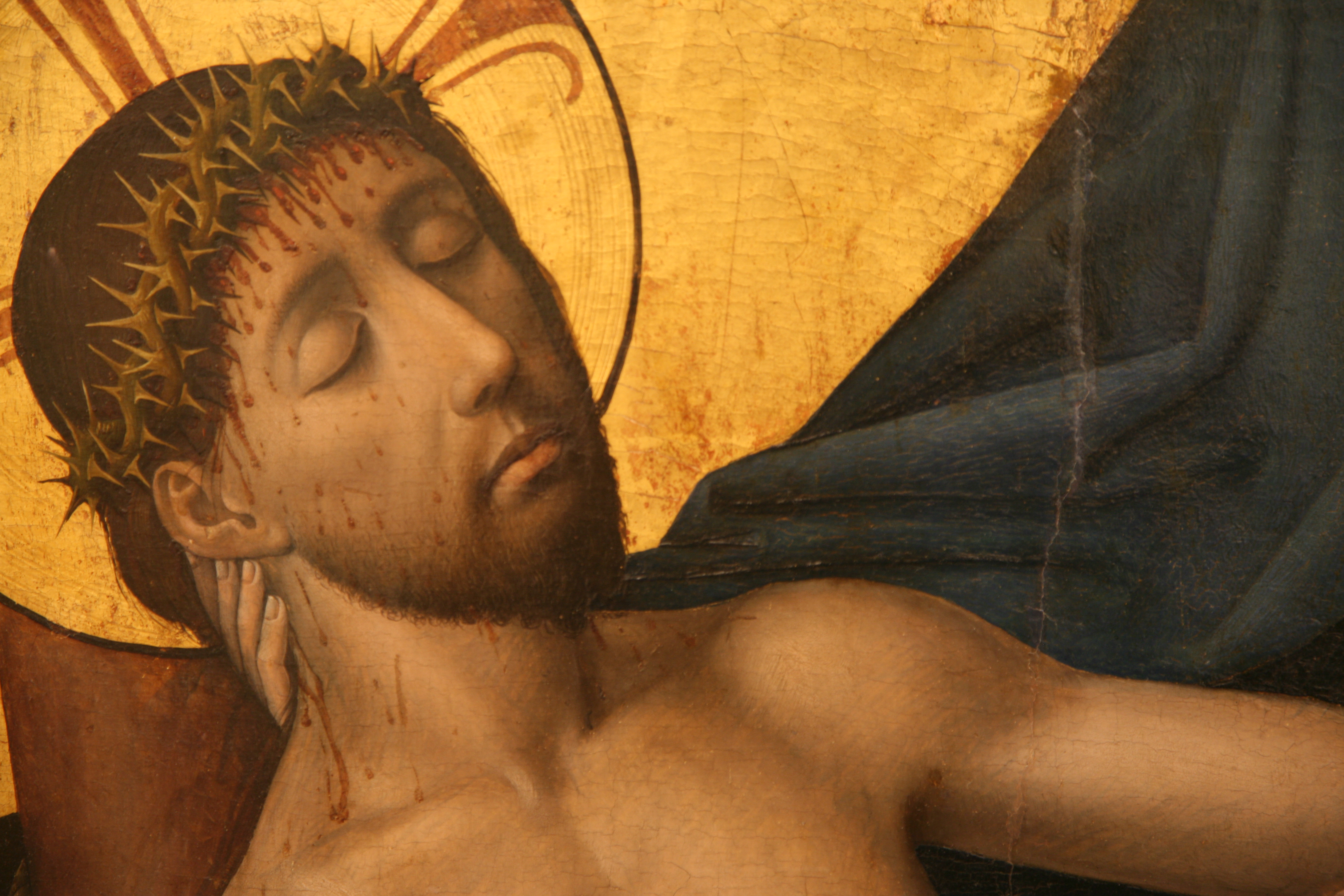
Tête du Christ mort.

Le retable de Stauffenberg ou retable Stauffenberg est un triptyque de la fin du Moyen Âge actuellement conservé au musée Unterlinden à Colmar.
Il a été peint sur panneau de bois (sapin) par Le Maître du retable de Stauffenberg, qui est le nom de convention d'un peintre anonyme du XVe siècle de la région d'Alsace ou du nord des actuels Pays-Bas. On reconnaît dans son style l'influence de Rogier van der Weyden et des peintres du Nord, particulièrement dans la tête de la Vierge sur le panneau central de l'œuvre ainsi que dans la multitude de plis qui composent le bas de sa robe. Le retable a été peint entre 1454 et 1460 à la demande de Hans Erhard Bock von Stauffenberg (d'où le nom du retable), bailli de Rouffach, et de son épouse Aennelin d'Oberkirch, 1454 étant l'année du mariage du couple et 1460 étant l'année où Aennelin est documenté pour la première fois comme une veuve. Les deux donateurs sont représentés sur les panneaux extérieurs au pied de la croix, et ont été identifiés grâce à leurs armoiries, en bas de ce panneau. 

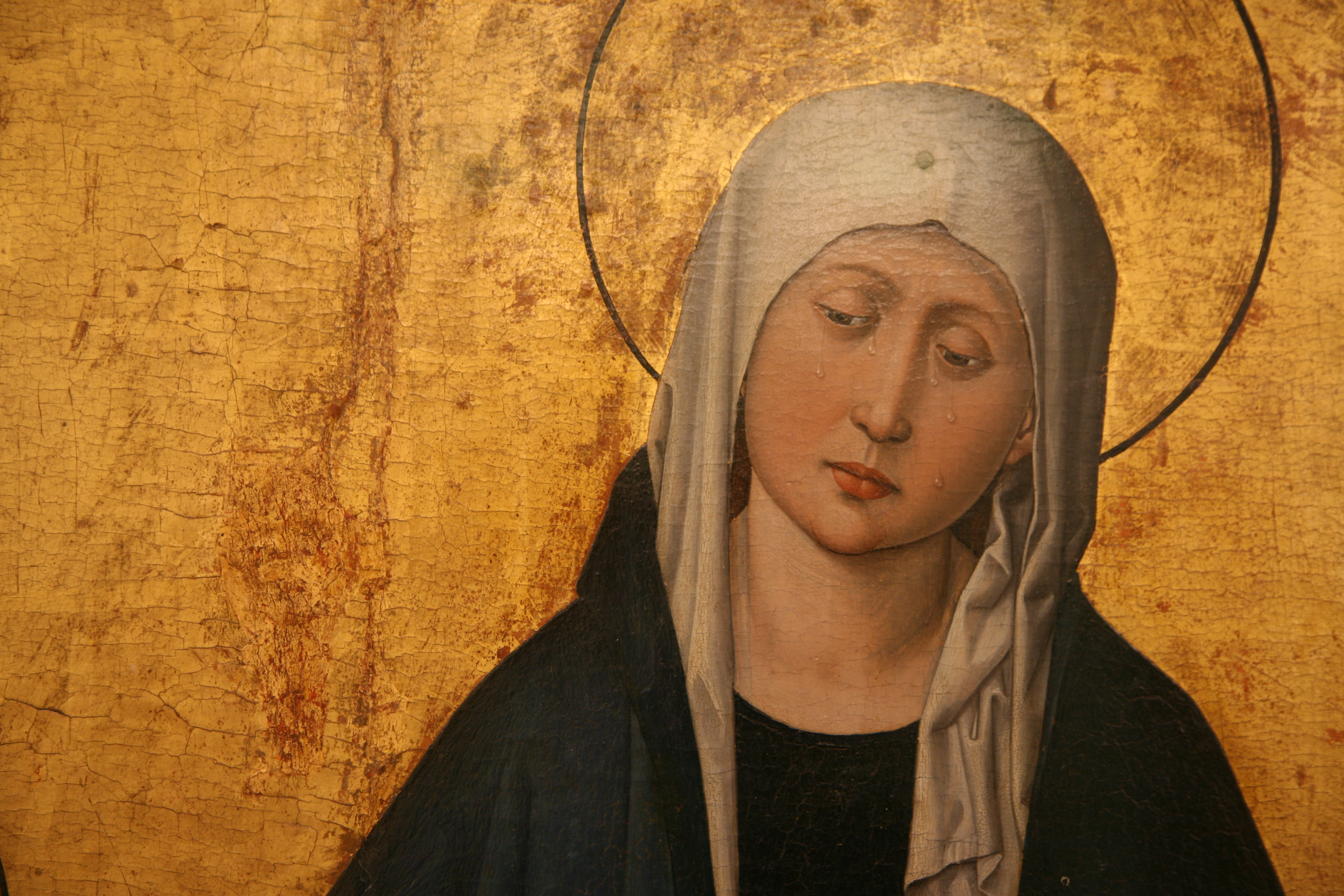
Tête de la Vierge, panneau central.

## Étude de la peinture

### Ouvert
En position ouverte, le retable présente de gauche à droite, une Annonciation (125 × 41 cm), une Pietà (125 × 96 cm), et une Nativité (125 × 41 cm).

Le polyptyque ouvert
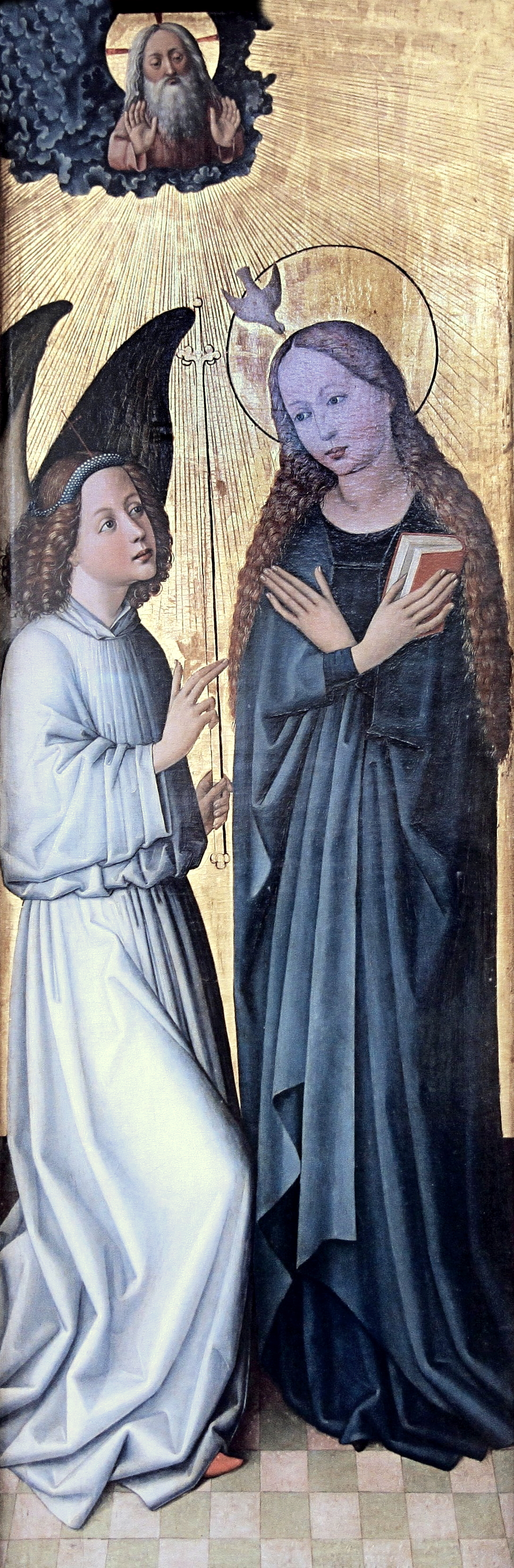
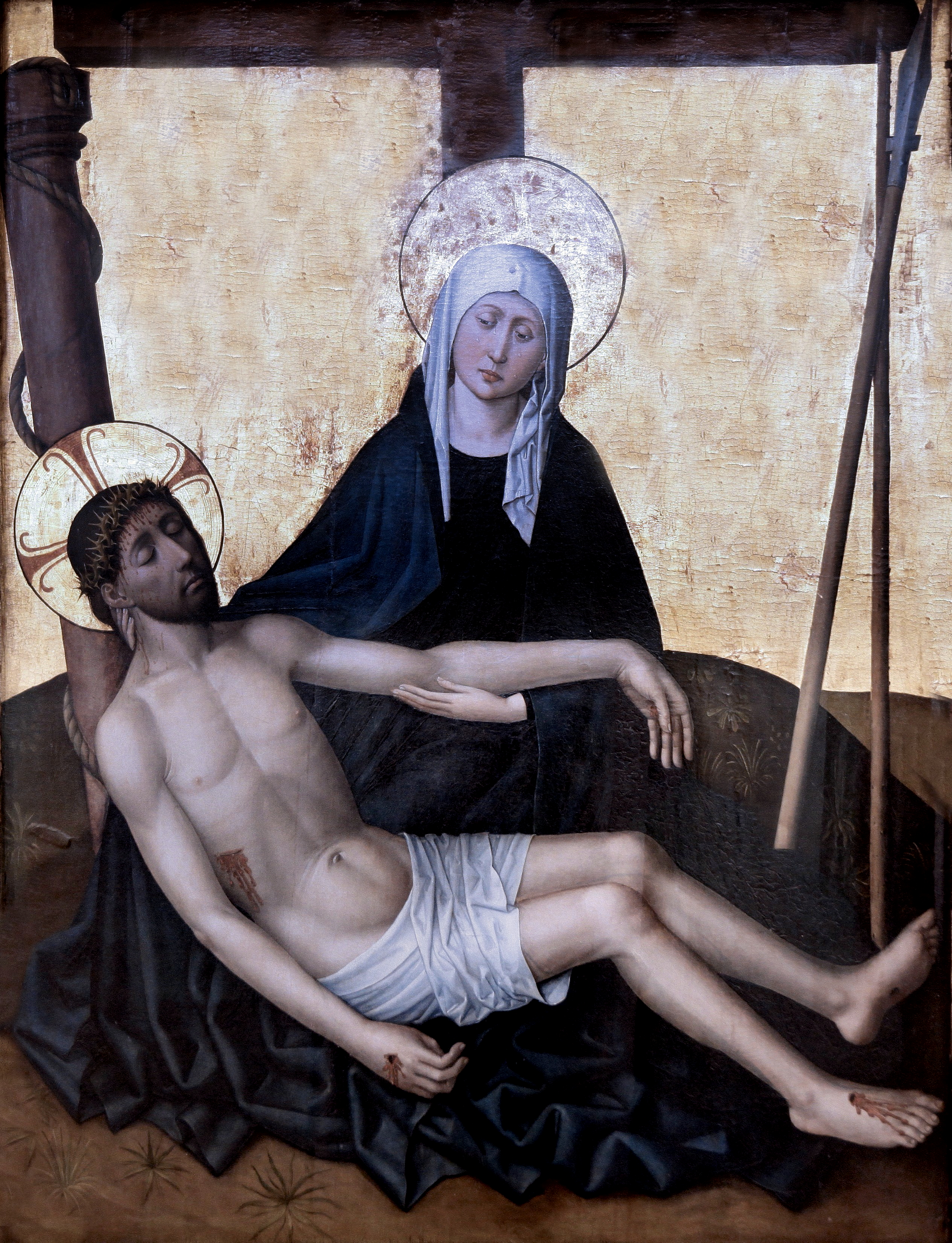
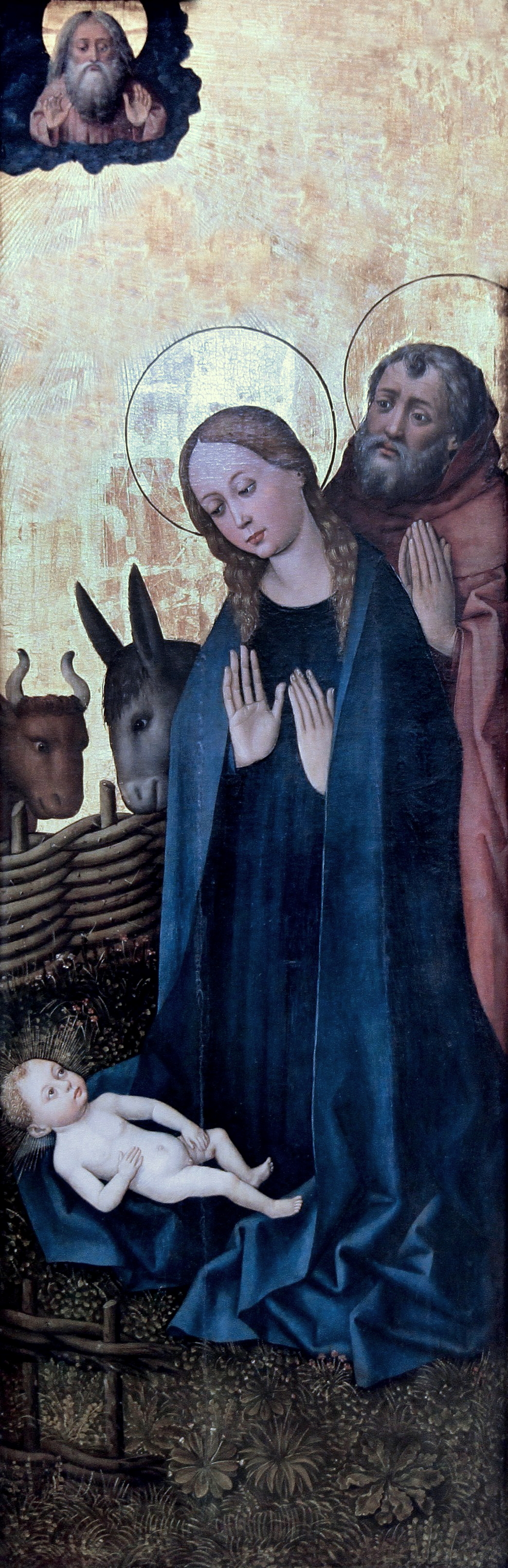

Dans la première scène, l'Archange et la Vierge sont très proches étant donné l'exiguïté du panneau. Dans les représentations traditionnelles de l'Annonciation, l'espace de l'Archange et celui de la Vierge sont bien délimités, par exemple, dans celles de Fra Angelico ou de Léonard de Vinci, avec la colonne et le lutrin. Ici, le peintre a dû d'adapter à la taille du panneau. L'Archange, qui vient d'arriver auprès de Marie, s'agenouille devant elle. C'est un moyen pour le peintre de ne pas les mettre à la même hauteur, et donc de montrer la place première de Marie, qui croise ses bras et tient la Bible dans sa main. Dans le coin supérieur gauche, se tient Dieu le Père, dans les nuées et il semble lâcher de ses mains la colombe qui vient vers la Vierge, symbole de l'Esprit Saint par lequel la Vierge a enfanté. Le second panneau, central, représente une Pietà. La Vierge, n'y a pas les mêmes traits que sur les volets latéraux, elle semble plus vieille et elle est couverte d'un voile blanc. Aux extrémités du panneau sont représentés les instruments du supplice du Christ: à gauche on retrouve la colonne sur laquelle il a été flagellé, et à droite l'éponge avec laquelle il a été « abreuvé » et la lance avec laquelle le soldat romain Longinus (Longin en français) a percé son côté droit après sa mort sur la croix. Souvent, ce sont des anges qui portent ces instruments, comme dans le Polyptyque du Jugement Dernier de Van der Weyden à Beaune. Là, le place manque pour figurer ces anges, qui sont délaissés au profit du fond doré, qui rattache ce retable de Stauffenberg à la tradition de la peinture religieuse des siècles précédents, et montre la qualité inférieure de ce retable comparativement aux grandes peintures de ce temps comme celles, plus innovantes des primitifs flamands par exemple, qui ont su remplacer le fond doré par une peinture plus figurative. Néanmoins, cela n'enlève rien à l'indéniable profondeur de cette peinture, toute incarnée dans le visage du Christ mort, empreint de sérénité et de résignation. Son visage est plus sombre que son corps, et fait penser au visage du Maître de la Véronique dans le tableau qui lui a donné son nom, la Sainte Véronique au suaire.  L'artiste qui a peint ce retable, est bien alsacien, car il est à la confluence des styles de l'École de Cologne, et des Primitifs Flamands, particulièrement Van der Weyden, comme le montre l'étude stylistique de ce retable. Sur le sol de ce panneau central, on retrouve quelques plantes, qui sont assez peu reconnaissables. Le visage de la Vierge est couvert de larmes qui font écho aux gouttes de sang qui coulent sur le corps du Christ. Enfin, le dernier panneau représente une Nativité. La Vierge et saint Joseph adorent le Christ, qui a déjà les yeux ouverts, et regarde les yeux de sa mère. On retrouve la figure de Dieu le Père en haut à gauche, qui depuis les nuées regarde son fils. À l'arrière plan, se trouvent l'âne et le bœuf, à leurs places traditionnelles. Cette fois-ci, le sol est parsemé de fleur, nous voyons une évolution entre le sol aride du panneau central, où le Christ est mort, et le sol de ce panneau, abondamment fleuri, où le Christ est vivant.

### Fermé
En position fermée, le retable présente une Crucifixion, avec saint Jean et la Vierge à gauche, et le Christ mort avec les commanditaires à ses pieds à droite.
Saint Jean et la Vierge sont debout en prière. Un fond noir parsemé d'étoiles dorées unit les deux panneaux. À droite, les donateurs, représentés dans leurs plus beaux habits, sont aux pieds du Christ mort. 

## État et provenance
« 
Ce retable, réalisé pour l’église de la commanderie d’Issenheim, a connu une histoire mouvementée. Décrits séparément dans les inventaires révolutionnaires, la partie centrale et les volets ont à un moment donné été dissociés : la première a été retrouvée dans l’église paroissiale, tandis que les seconds se trouvaient dans la commanderie. Bien qu’ils soient aujourd’hui réunis au musée, l’œuvre n’a pas repris son intégrité originelle puisque les volets ont été sciés dans leur épaisseur vers 1860, dans un souci de présentation simultanée.
 »
— Le site du musée Unterlinden.